# غلين هيو
غلين هيو (بالإنجليزية: Glenn Vaughan)‏ هو لاعب كرة قاعدة أمريكي، ولد في 16 فبراير 1944 في كومبتون في الولايات المتحدة، وتوفي في 18 ديسمبر 2004 في هيوستن في الولايات المتحدة.